# I'm Just a Singer (In a Rock and Roll Band)
"I'm Just a Singer (In a Rock and Roll Band)" is een nummer van de Britse band Moody Blues. Het nummer verscheen op hun album Seventh Sojourn uit 1972. Op 19 januari 1973 werd het uitgebracht als de tweede en laatste single van het album.

## Achtergrond
"I'm Just a Singer (In a Rock and Roll Band)" is geschreven door basgitarist John Lodge en geproduceerd door Tony Clarke. Het is een van de meest hevige nummers die de band heeft uitgebracht. Het is de laatste single van de band waarop de chamberlin te horen is, die recentelijk de mellotron had vervangen. Later werd deze weer vervangen door een moderne synthesizer. In de videoclip van het nummer speelt fluitist Ray Thomas een baritonsaxofoon, maar deze was niet op de single te horen - dit geluid werd geproduceerd door een chamberlin.
"I'm Just a Singer (In a Rock and Roll Band)" was de laatste single van de groep voordat zij een pauze van vijf jaar namen, waardoor de groepsleden zich meer op hun solocarrières konden richten. Het werd een van hun grootste hits in de Amerikaanse Billboard Hot 100, waar het de twaalfde plaats bereikte, maar in het Verenigd Koninkrijk kwam het niet verder dan plaats 36. De single kende het meeste succes in Nederland, waar het de vierde plaats in zowel de Top 40 als de Nationale Hitparade bereikte. In Vlaanderen bereikte het de zestiende plaats in de voorloper van de Ultratop 50.

## Hitnoteringen

### Nederlandse Top 40
| Hitnotering: 17-03-1973 t/m 12-05-1973 | Hitnotering: 17-03-1973 t/m 12-05-1973 | Hitnotering: 17-03-1973 t/m 12-05-1973 | Hitnotering: 17-03-1973 t/m 12-05-1973 | Hitnotering: 17-03-1973 t/m 12-05-1973 | Hitnotering: 17-03-1973 t/m 12-05-1973 | Hitnotering: 17-03-1973 t/m 12-05-1973 | Hitnotering: 17-03-1973 t/m 12-05-1973 | Hitnotering: 17-03-1973 t/m 12-05-1973 | Hitnotering: 17-03-1973 t/m 12-05-1973 | Hitnotering: 17-03-1973 t/m 12-05-1973 |
| Week                                   | 1                                      | 2                                      | 3                                      | 4                                      | 5                                      | 6                                      | 7                                      | 8                                      | 9                                      |                                        |
| -------------------------------------- | -------------------------------------- | -------------------------------------- | -------------------------------------- | -------------------------------------- | -------------------------------------- | -------------------------------------- | -------------------------------------- | -------------------------------------- | -------------------------------------- | -------------------------------------- |
| Positie                                | 36                                     | 16                                     | 7                                      | 5                                      | 4                                      | 4                                      | 7                                      | 16                                     | 31                                     | uit                                    |

### Daverende Dertig
| Hitnotering: 24-03-1973 t/m 12-05-1973 | Hitnotering: 24-03-1973 t/m 12-05-1973 | Hitnotering: 24-03-1973 t/m 12-05-1973 | Hitnotering: 24-03-1973 t/m 12-05-1973 | Hitnotering: 24-03-1973 t/m 12-05-1973 | Hitnotering: 24-03-1973 t/m 12-05-1973 | Hitnotering: 24-03-1973 t/m 12-05-1973 | Hitnotering: 24-03-1973 t/m 12-05-1973 | Hitnotering: 24-03-1973 t/m 12-05-1973 | Hitnotering: 24-03-1973 t/m 12-05-1973 |
| Week                                   | 1                                      | 2                                      | 3                                      | 4                                      | 5                                      | 6                                      | 7                                      | 8                                      |                                        |
| -------------------------------------- | -------------------------------------- | -------------------------------------- | -------------------------------------- | -------------------------------------- | -------------------------------------- | -------------------------------------- | -------------------------------------- | -------------------------------------- | -------------------------------------- |
| Positie                                | 18                                     | 8                                      | 5                                      | 4                                      | 8                                      | 7                                      | 14                                     | 29                                     | uit                                    |

### NPO Radio 2 Top 2000
| Nummer met noteringen in de NPO Radio 2 Top 2000 | '00 | '01 | '02 | '03 | '04 | '05 | '06 | '07  | '08 | '09  | '10  | '11  | '12  | '13  | '14  | '15  |
| ------------------------------------------------ | --- | --- | --- | --- | --- | --- | --- | ---- | --- | ---- | ---- | ---- | ---- | ---- | ---- | ---- |
| I'm Just a Singer                                | 701 | 777 | 823 | 882 | 944 | 885 | 887 | 1339 | 950 | 1051 | 1132 | 1382 | 1196 | 1096 | 1240 | 1940 |

1. ↑  Een vetgedrukt getal geeft de hoogste notering aan.
2. ↑  2000 was het eerste jaar met een notering voor dit nummer.
3. ↑  Deze tabel is bijgewerkt tot en met de laatste editie (2024).